# Melonita
La melonita és un mineral de la classe dels sulfurs. Va ser descrita per primera vegada l'any 1866 per Frederick Augustus Genth a partir de mostres obtingudes de les mines Melones i Stanislaus; rep el seu nom del primer d'aquests indrets.

## Característiques
La melonita és tel·lurur de níquel, la seva fórmula química és NiTe₂. A més dels eleements de la seva fórmula, també acostuma a contenir impureses de pal·ladi, platí, plata i bismut. Cristal·litza en el sistema trigonal en forma de plaques hexagonals de fins a 1 cm i en forma de petites partícules laminades. La seva duresa a l'escala de Mohs és d'1 a 1,5. Forma una sèrie de solució sòlida amb la merenskyita (PdTe₂), en la que la substitució del níquel per pal·ladi dona lloc als diferents exemplars de la sèrie.
Segons la classificació de Nickel-Strunz, la melonita pertany a «02.EA: Sulfurs metàl·lics, M:S = 1:2, amb Cu, Ag, Au» juntament amb els següents minerals: silvanita, calaverita, kostovita, krennerita, berndtita, kitkaïta, merenskyita, moncheïta, shuangfengita, sudovikovita, verbeekita, drysdal·lita, jordisita, molibdenita i tungstenita.

## Formació i jaciments
La melonita es forma juntament amb altres minerals tel·lururs en les últimes etapes dels filons hidrotermals formats a mitjanes i baixes temperatures. També es forma en dipòsits magmàtics de sulfurs de Ni-Cu-PGE.
La melonita ha estat trobada en tots els continents excepte l'Atlàntida. Alguns dels indrets on s'han trobat més exemplars són Austràlia Occidental, el Canadà, Colorado, Finlàndia i la Xina. A Catalunya, se n'ha trobat al Molar, al Priorat.
Sol trobar-se associada amb altres minerals com: altaita, petzita, hessita, calaverita, coloradoïta, krennerita, tel·lurobismutita,
montbrayita, or, pirita, calcopirita, pentlandita i pirrotita.